# Торканівка
Торкані́вка — село в Україні, у Ободівській сільській громаді Гайсинського району Вінницької області. До 2020 адміністративний центр Торканівської сільської ради. Населення становить 1061 людину.
В селі народилася педагогиня, Герой Соціалістичної Праці — Гринчик Марія Пилипівна.

## Назва

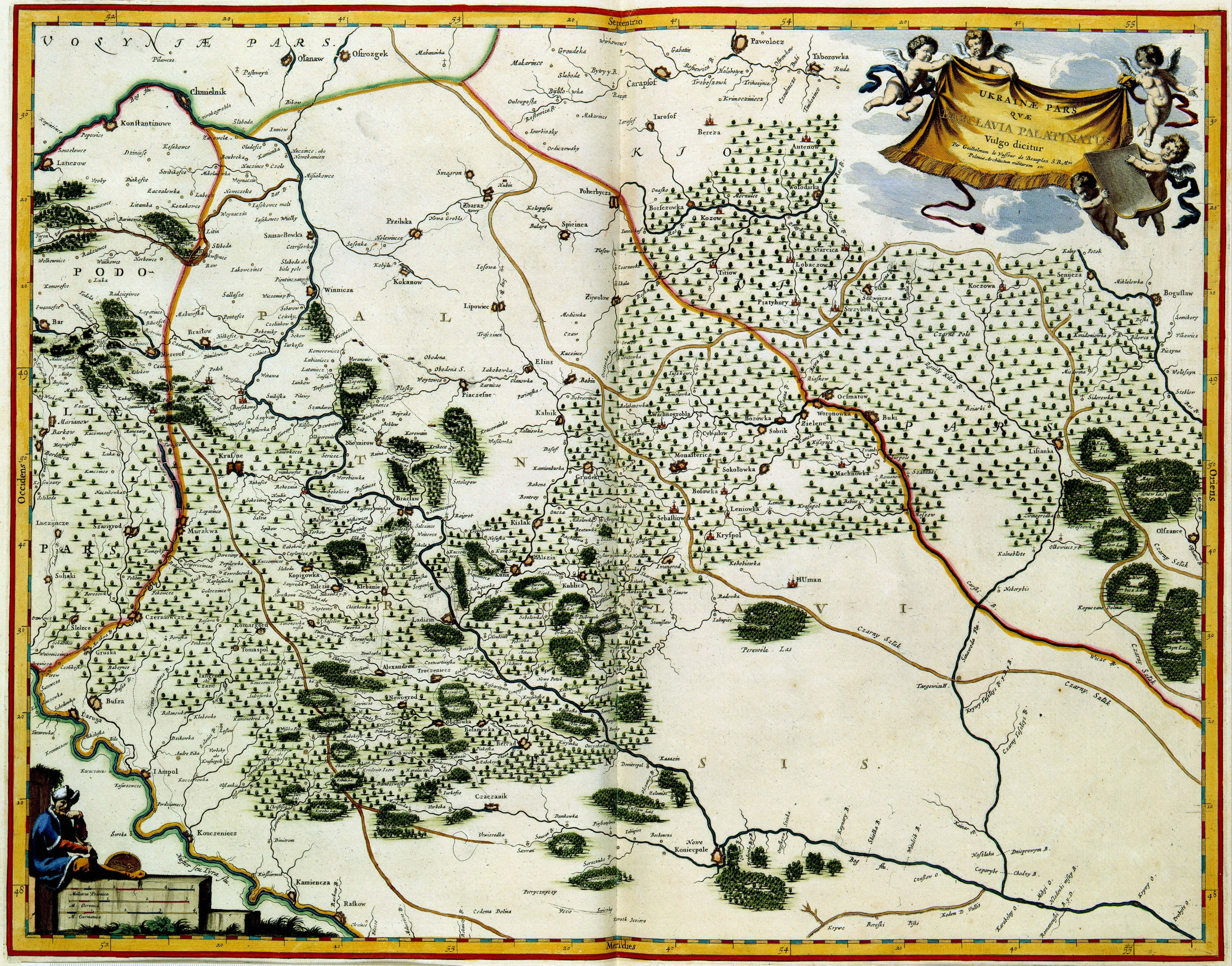
Мапа Брацлавського воєводства з Торканівкою, що зазначена під назвою Turkanówka, 1648 р.

У часи заснування село було частиною Брацлавського воєводства Речі Посполитої і знаходилося на кордоні з турецькими володіннями, тому часто потерпало від турецьких і татарських набігів.
За переказами, одного разу вдосвіта, на Великдень, коли більша частина жителів села стояла навколо церкви, чекаючи освячення паски, на село напали татари. Вони вирізали всіх людей, що прийшли до храму. Трупів було так багато, що ховати на цвинтарі їх було нікому, а тому людей поховали прямо біля церкви.
Згідно з місцевою етимологією, назва села пішла від словосполучення «туркова нивка» — Турканівка — Торканівка. Іншим доказом зв'язку походження назви села з турецько-татарськими набігами є те, що сусіднє з Торканівкою село до двадцятих років ХХ ст. називалося Татарівкою (нині Бережанка).

## Історія
На території села мешкали первісні люди, про що свідчать знахідки декількох стоянок з кам'яними знаряддями праці. Розселенню у цих краях стародавніх людей сприяли гарні природні умови для їх проживання: річка Дохна забезпечувала мешканців питною водою і рибою, а територія майбутнього села з усіх сторін була оточена лісами із значною кількістю диких тварин.
Датою заснування села заведено вважати 1597 рік. У записі з «Подільських єпархіальних відомостей» за 1901 рік йдеться про те, що у 1742 році в селі збудували церкву, з чого можна зробити припущення, що село було засноване значно раніше і на середину XVIII ст. у ньому вже проживала достатня кількість жителів для зведення храму.
Історія Торканівки тісно пов'язана з гайдамацьким рухом кінця XVIII ст., про що свідчать назви окремих урочищ Слава, Гайдамацький яр, розташованих у навколишніх лісах.
У період з 1801 по 1940 рік, Торканівка відправила на гору Афон найбільшу кількість майбутніх ченців у порівнянні із усіма селами Російської імперії — 51.
У 1975 р. під час будівництва шосейної дороги в урочищі «Пісок» у селі було знайдено скелет мамута. Зараз він зберігається у Вінницькому обласному краєзнавчому музеї.
Внаслідок проведеного радянською владою Голодомору 1932—1933 років померло щонайменше 233 жителі села.
12 червня 2020 року, відповідно розпорядження Кабінету Міністрів України № 707-р «Про визначення адміністративних центрів та затвердження територій територіальних громад Вінницької області», село увійшло до складу Ободівської сільської громади.
19 липня 2020 року, в результаті адміністративно-територіальної реформи і ліквідації Тростянецького району, село увійшло до складу Гайсинського району.

## Відомі особистості
Рябоконь Юрій (1988 — 2023) — український військовик, учасник російсько-української війни.
Соловей Віталій (1985 — 2023) — український військовик, учасник російсько-української війни.